# Oswald Rothaug

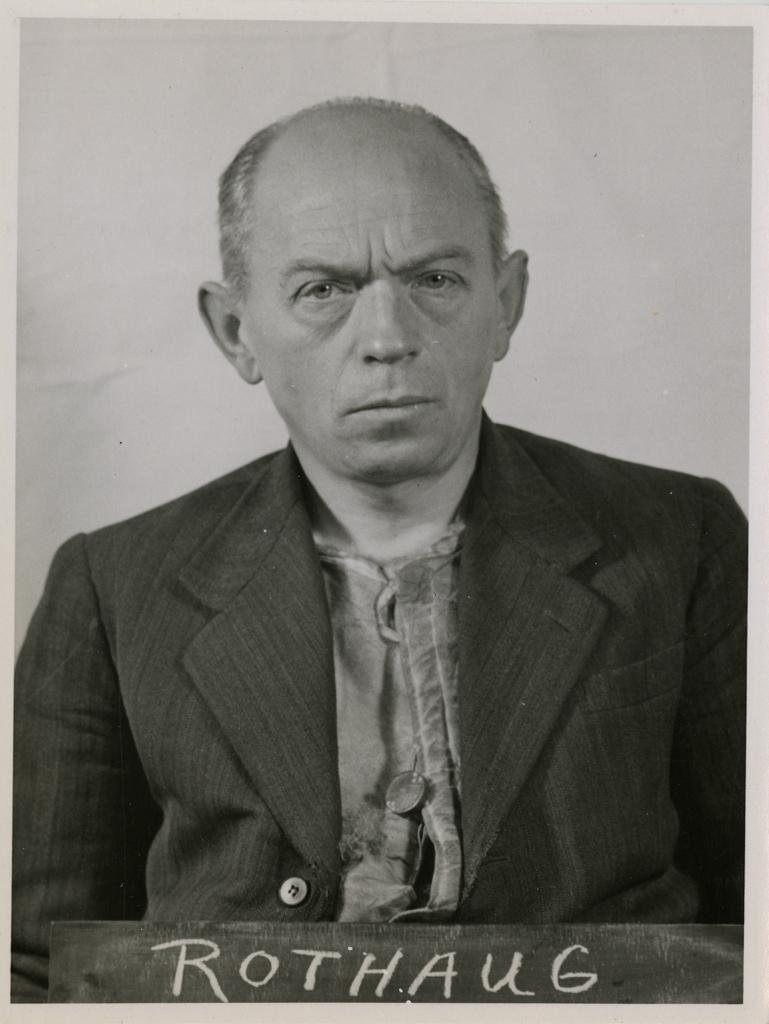
Oswald Rothaug während der Nürnberger Prozesse

Oswald Rothaug (* 17. Mai 1897 in Mittelsinn; † 4. Dezember 1967 in Köln) war ein deutscher Jurist. Der Richter am Volksgerichtshof wurde im Nürnberger Juristenprozess 1947 für seine aktive Beteiligung am NS-Unrechtsregime wegen Verbrechen gegen die Menschlichkeit zu lebenslanger Haft verurteilt.

## Leben
Rothaug, aufgewachsen in Aura im Sinngrund und Aschaffenburg, war Sohn eines Volksschullehrers und wurde im Juni 1933 Erster Staatsanwalt in Nürnberg. Nach einer Zeit als Landgerichtsrat in Schweinfurt wurde er im April 1937 Landgerichtsdirektor und Direktor des Sondergerichts in Nürnberg. Zum 1. Mai 1937 trat er der NSDAP bei (Mitgliedsnummer 4.644.832). Er arbeitete ehrenamtlich im Sicherheitsdienst des Reichsführers SS (SD) mit und leistete für diesen Spitzeldienste. 1942 verhängte er die Todesstrafe gegen einen 25-jährigen polnischen Zwangsarbeiter mit folgender Begründung: „Die ganze Minderwertigkeit des Angeklagten auf charakterlichem Gebiet ist offensichtlich in seiner Zugehörigkeit zum polnischen Untermenschentum begründet“.
Zu seinen bekanntesten Urteilen zählt das Todesurteil gegen den 68-jährigen Juden Leo Katzenberger am 14. März 1942 wegen angeblicher „Rassenschande nach dem Blutschutzgesetz in Verbindung mit der Verordnung gegen Volksschädlinge“, trotz der gegenteiligen Aussage einer Zeugin, dass kein intimer Verkehr stattgefunden habe. Der Nürnberger Staatsanwalt Hermann Markl, der Katzenberger angeklagt hatte, sagte nach dem Kriegsende als Zeuge im Nürnberger Juristenprozess gegen Rothaug aus.
Im Mai 1943 wurde Rothaug Reichsanwalt und damit Ankläger am Volksgerichtshof.
Im Nürnberger Juristenprozess wurde Rothaug am 14. Dezember 1947 wegen Verbrechen gegen die Menschlichkeit zu lebenslanger Haft verurteilt. Rothaugs Verteidiger im Prozess war Josef Kössl. Das Urteil wurde später auf 20 Jahre herabgesetzt. Am 22. Dezember 1956 wurde er aus dem Kriegsverbrechergefängnis Landsberg entlassen. Danach ließ er sich in Köln-Mülheim nieder und „brachte sich mit so allerlei Arbeiten durch“.

## Nachwirkung
Der Fall Katzenberger, und damit Rothaug, wurde durch den amerikanischen Spielfilm Das Urteil von Nürnberg aus dem Jahr 1961 sowie den deutschen Film Leo und Claire aus dem Jahr 2001 einer breiteren Öffentlichkeit bekannt.